# Richard Carey
Richard („Rick“) John Carey (* 13. März 1963 in Mount Kisco, New York) ist ein ehemaliger US-amerikanischer Schwimmer.
Sein erster großer Wettkampf sollten die Olympischen Spiele 1980 in Moskau werden, doch konnte er wegen des Olympiaboykotts der USA nicht an diesen Spielen teilnehmen. 1981 gewann er bei den US-amerikanischen Meisterschaften den Titel sowohl über 100 m als auch über 200 m Rücken. Im Jahr 1982 wurde er über 200 m Rücken und mit der 4 × 100-m-Lagenstaffel Weltmeister bei den Weltmeisterschaften in Guayaquil. Im Jahr 1983 wurde er zum Welt-Schwimmer des Jahres gewählt. Bei den Olympischen Spielen 1984 in Los Angeles wurde er Olympiasieger über 100 und 200 m Rücken sowie mit der 4 × 100-m-Lagenstaffel. 1986 beendete er seine erfolgreiche Karriere, in deren Verlauf er auch zahlreiche Weltrekorde aufstellte.
Im Jahr 1993 wurde er in die Ruhmeshalle des internationalen Schwimmsports aufgenommen.